# Selinunte
Selinunte (/ˌsɛlᵻˈnuːnteɪ/; em grego clássico: Σελινοῦς, Selinoūs; em latim: Selinus) era uma antiga cidade grega na costa sudoeste da Sicília, na Itália. localizava se entre os vales dos rios Cottone e Modione. Está agora na comune Castelvetrano, entre a frazioni de Triscina di Selinunte no oeste e Marinella di Selinunte no leste. O sítio arqueológico contém cinco templos centrados em uma acrópole. Dos cinco templos, apenas o Templo de Hera, também conhecido como "Templo E", foi reerguido. No seu auge antes de 409 a.C., a cidade pode ter contido até 30.000 pessoas, excluindo escravos.

## História
Selinunte foi uma das mais importantes das colônias gregas da Sicília, situada na costa sudoeste daquela ilha, na foz do pequeno rio de mesmo nome, e 6,5 km a oeste do rio Hipsas (a atual Belice). Foi fundada, segundo o historiador Tucídides,por uma colônia da cidade siciliana de Mégara Hibleia, sob a liderança de um homem chamado Pâmilo, cerca de 100 anos após a fundação de Mégara Hibleia, com a ajuda de colonos de Mégara, na Grécia, que era a cidade-mãe de Mégara Hibleia.
A data de sua fundação não pode ser precisamente fixada, pois Tucídides indica apenas por referência à fundação de Mégara Hibleia, que em si não é conhecida com precisão, mas pode ser colocada cerca de 628 a.C. Diodoro o coloca 22 anos antes, ou 650 a.C., e Hieronymus ainda mais atrás em 654 a.C. A data de Tucídides, que é provavelmente a mais provável, é incompatível com esta data anterior.